# Melanobatus leucodermis
Melanobatus leucodermis là loài thực vật có hoa trong họ Hoa hồng. Loài này được (Douglas ex Torr. & A. Gray) Greene mô tả khoa học đầu tiên năm 1906.